# 國家代表食物
國家代表食物（英語：National Dish），又稱國菜、國民美食。指代表一個國家或地區的特色食物或菜餚。
特定菜餚能被選為國菜的原因很多，包括以下：
- 一個國家的主食。
- 包含了外國引進但本地栽種的食材。
- 代表國家的文化遺產（如宗教因素只能吃特定食物）。
- 政府指定推廣的特定國家食品。

## 國家
以下列表不保證為官方認證的國菜，有些為民眾選舉的結果或舉例。部分中文譯名並非官方。

### 亞洲
- 土耳其: 土耳其烤肉[1]、土耳其牛肉燉豆（英语：Kuru fasulye）、抓飯[2]
- 阿富汗: 喀布爾抓飯[3]
- : 西米糕[4][5]
- 中國：出名的菜色有北京烤鸭、[6][7] 螺蛳粉,[8][9] 麻辣小龍蝦[10][11]
  -  香港: 廣式點心[12]
  -  澳門: 免治,[13] 非洲雞[14]
- 印度: 無指定國菜，但出名的菜色有扁豆燉飯（英语：Khichdi）[15][16][17]、印度咖喱角、唐杜里雞、奶油扁豆咖哩（英语：Dal makhani）、奶油羊肉咖哩（英语：Rogan Josh）
- 印度尼西亞: 印尼雞湯飯（英语：Soto (food)）[18][19]、仁當[18]、沙嗲[18][20][21]、印尼炒飯[18][20]、加多加多[18]、印尼薑黃飯（英语：Tumpeng）[22]
- 伊拉克: 瑪斯古夫
- 以色列: 油炸鷹嘴豆餅、沙卡蔬卡、以色列沙拉（英语：Israeli salad）
- 日本：壽司[23]、日式咖哩飯[24]、日本拉麵[25]、納豆、天婦羅、和菓子
- : 別什巴爾馬克、哈薩克蘿蔔沙拉（英语：Shalgam）
- : 韓式泡菜、朝鮮冷麵、朝鮮烤牛肉、補身湯
- ：韓式泡菜[26]、朝鮮烤牛肉、[27] 朝鮮拌飯、[28] 朝鮮烤牛排、[29] 部隊鍋, 韓式炸醬麵, 冰酥（英语：Bingsu）
- : 別什巴爾馬克、拉條子、傳統肉盤
- : 青木瓜沙拉、[30][31][32][33] 拉帕 、糯米[34][35]
- 马来西亚：椰漿飯、[36] 叻沙、印度煎餅、沙嗲
  -  檳城: 扁担饭（英语：Nasi kandar）、炒粿條
  -  马六甲: 酸辣魚（英语：Asam pedas）
  -  柔佛: 馬來滷麵（英语：Mi rebus）
  -  彭亨: 榴莲酱（英语：Tempoyak）
  -  登嘉樓: 炸鱼条（英语：Lekor）、達崗飯
  -  吉兰丹: 布杜魚醬（英语：Budu (sauce)）、藍花飯
  -  砂拉越: 哥羅麵
  -  雪蘭莪: 沙嗲、肉骨茶、手抓蕉葉飯、福建炒麵
  -  霹靂: 雞絲河粉、芽菜雞、鹽焗雞
- 新加坡：辣椒蟹[37]、海南雞飯[38]、福建麵
- 尼泊尔: 達八[39]、饃饃
- 菲律賓: 菲律賓醋燉肉、[40][41] 菲律賓酸湯, 菲律賓燒乳豬, 鐵板豬內臟, 哈囉哈囉
- 中華民國：台灣牛肉麵、滷肉飯
- 泰國: 泰式炒金邊粉、冬荫功、[42] 青木瓜沙拉
- 越南:越南粉、顺化牛肉粉、番茄米粉（英语：Bún riêu）、烤肉榨粉、烤肉米粉、廣南麵、碎米飯（英语：Cơm tấm）、北越粽（英语：Bánh chưng）、越式粿仔（英语：Bánh giầy）、越式法包、越南粉卷、越南煎餅、膾卷、炸春捲（英语：Chả giò）

### 歐洲
- 英国: 炸魚薯條,[43][44][45][46] 香料烤雞咖哩,[47][48] 週日烤肉、英式早餐,[49] 果凍配冰淇淋
  -  英格兰: 燒牛肉和粗鹽醃牛肉、[50][51] 布丁（如聖誕布丁）、[52][53][54] 香腸薯泥（英语：Bangers and mash）、牧羊人派、約克郡布丁
    -  康瓦爾郡: 康瓦爾餡餅
    - 东北英格兰: 奶油扁麵包（英语：Stottie cake）、英國燉鍋（英语：Panackelty）

  -  北爱尔兰: 阿爾斯特早餐（英语：Ulster fry）[55]、愛爾蘭燉肉、愛爾蘭薯泥（英语：Champ (food)）、愛爾蘭炸魚薯條（英语：Pastie）
  -  马恩岛: 英國醃魚
  -  苏格兰: 雜碎羊肚[56][57]
  -  : 威爾斯燉肉（英语：Cawl）[58]
- 阿尔巴尼亚: 酸奶砂鍋（英语：Tavë Kosi）
- 奥地利：维也纳炸牛排
- 比利时: 牡蠣薯條、[59] 比利時鬆餅[60]、薯條、啤酒烤肉、瓦特佐伊、巧克力幕斯
- 保加利亚: 保加利亞摺餅、豆子湯（英语：Bob chorba）、保加利亚沙拉
- 賽普勒斯: 賽普勒斯烤肉
- 芬兰: 卡累利阿燉肉、[61] 曼米、炒馴鹿肉、黑麥麵包
- 法國：火上鍋、[62][63] 可麗餅、[64] 馬卡龍、可頌、紅酒燉雞（英语：Coq au vin）、卡酥來砂鍋、馬賽魚湯, 紅酒燉牛肉, 法式長棍麵包
- : 卡查普里、卡里餃
- 德国: 德國式土耳其烤肉、酸味燉牛肉、[65] 德國香腸、德國豬腳、德國酸菜 [66][67][68]、德國咖哩香腸
- 直布罗陀: 泡芙
- 希腊: 希臘旋轉烤肉、木莎卡、[69] 希臘烤肉捲（英语：Souvlaki）、[70] 羊肝粥（英语：Magiritsa）、希臘烤羊腸（英语：Kokoretsi）；希臘豆湯（英语：Fasolada）[71]
- 匈牙利: 匈牙利湯、[63] 紅椒雞（英语：Chicken paprikash）、紅椒燉菜（英语：Lecsó）
- 冰島: 冰島發酵鯊魚肉、冰島臭食
- 愛爾蘭: 早餐麵包捲、愛爾蘭燉肉
- 義大利: 意大利麵、[72] 波倫塔[73]、披薩、義大利燉飯
- 北馬其頓: 塔維斯格拉維斯
- 塞爾維亞: 切瓦皮[74][75][76][77]、普列卡維察、[77][78]塞爾維亞肉串（英语：Ražnjići）[77]、吉巴尼察[79]、红椒酱、[80] 熏肉炖豆子（英语：Pasulj）、[81] 乾辣椒包肉（英语：Punjena paprika）、薩爾瑪（英语：Sarma (food)）、漁夫湯
- 西班牙: 西班牙烘蛋[82]、西班牙凍湯
- 荷蘭: 炖羽衣甘蓝（英语：Stamppot）、醃鯡魚
- 波蘭: 比哥斯、波蘭餃子、[83] 波蘭炸豬排（英语：Kotlet schabowy）、[84]茹爾湯（英语：Żurek）、波蘭甘藍菜捲（英语：Gołąbki）
- 俄羅斯: 俄國餃子、羅宋湯、白菜湯、卡莎、[85]皮羅格、皮羅什基[86][87]
- 乌克兰: 羅宋湯,[88][89]、烏克蘭餃子[90][91]
- 瑞典: 瑞典肉丸[92]、小龍蝦派對[92][93]、瑞典鹽醃鯡魚[94][95]、瑞典起司蛋糕（英语：Ostkaka）[96]
- 瑞士: 思華力腸,[97] 起司火鍋、拉克萊特起司、瑞士薯餅

### 非洲
- 阿尔及利亚: 古斯米
- 埃及: 埃及蠶豆餐、[98]庫莎麗、黄麻燉湯（英语：Mulukhiyah）、油炸鷹嘴豆餅
- : 富富、班庫、加羅夫飯
- : 乌咖哩配燉宽叶羽衣甘蓝（英语：Sukuma wiki）
- 摩洛哥: 古斯米、尖蓋鍋燴肉、巴司蒂亚馅派（英语：Pastilla）[99]
- : 因傑拉配燉羊肉、啦喉赫
- 南非：咖喱肉末（英语：Bobotie）[100]
- 奈及利亞: 富富配埃古斯湯[101]

### 美洲
- 阿根廷: 阿薩多烤肉、[102]恩潘納達、[103]南瓜玉米燉湯（英语：Locro）、阿根廷炸肉排（英语：Milanesa）、阿根廷香腸三明治（英语：Choripán）
- 巴西：黑豆燉肉[104]
- 加拿大：肉汁乾酪薯條、[105][106][107]納奈莫條、[108] 奶油塔、[109][110] 起司通心麵[111]、加拿大肉餡餅（英语：Tourtière）、皮美尔烟肉（英语：Peameal bacon）
- 牙买加: 阿開木煮鹹魚、牙買加煙燻 [112]
- 墨西哥: 墨西哥夹饼、墨西哥辣醬（英语：Mole sauce）、[113]鑲辣椒配核桃奶油汁（英语：Chiles en nogada）[114]
- 秘魯: 檸汁醃魚生[115]、秘魯中餐

- 美国: 漢堡, 蘋果派, 熱狗, 火雞, 馬鈴薯泥配肉汁
  - 美國東北部: 費城牛肉起司三明治、水牛城辣雞翅
    -  马里兰州: 蟹肉餅
    -  纽约州: 紐約風格披薩

  - 美國中西部: 熱盤（英语：Hotdish）
    -  伊利诺伊州: 炸大蕉三明治（英语：Jibarito）
    -  俄亥俄州: 辛辛那提辣豆醬（英语：Cincinnati chili）

  - 美國南部: 炸雞、起司通心麵（英语：Macaroni and cheese）、烤肉
    -  德克萨斯州: 德墨料理（英语：Tex Mex cuisine）
    -  路易斯安那州: 秋葵濃湯、什錦飯、紅豆配飯（英语：Red beans and rice）、麵條湯（英语：Yaka mein）

  - 美國西部: 辣肉醬、墨西哥烤肉
    - 美國山區: 洛磯山脈蠔
    - 美國西岸: 意式雜錦海鮮湯、柯布沙拉（英语：Cobb salad）、麥西恩捲餅

  -  阿拉斯加州: 愛斯基摩冰淇淋（英语：Akutaq）
  -  夏威夷州: 芋頭泥（英语：Poi (food)）、夏威夷細麵（英语：saimin）、洛可摩可、夏威夷盖饭
  -  波多黎各: 鸽子豌豆米饭（英语：Arroz con gandules）、菲律賓燒乳豬、磨豐果
  -  美屬維爾京群島: 庫庫配魚肉
  -  美属萨摩亚: 芋頭葉包豬肉（英语：Laulau）
  -  關島: 關島捲餅（英语：Kelaguen）、午餐肉
  -  : 關島捲餅（英语：Kelaguen）
- 乌拉圭: 阿薩多、烏拉圭牛排漢堡

### 大洋洲
- ：維吉麥吐司、[116]澳洲肉餡餅、[117]烤羊肉[118]、巴甫洛娃蛋糕
- 新西兰: 培根蛋餡餅、[119] 羊肉、[120] 巴甫洛娃蛋糕、毛利石頭火鍋（英语：Hāngi）